# Historia Regum Britanniae
Historia regum Britanniae (De britiske kongers historie), oprindeligt De gestis Britonum (Om briternes bedrifter), er en pseudohistorisk beretning om Storbritanniens historie, der blevet skrevet omkring 1136 af Geoffrey of Monmouth. Den beskriver Britiske sagnkonger i 2000 år, og begynder med trojanere der grundlægger briternes nation og fortsætter indtil angelsaksere tager kontorl over en stor del af Britannien omkring 600-tallet. Den er en af de centrale dele af af Matter of Britain.
Selvom den blev antaget for at være historiske langt op i 1500-tallet, så bliver den i dag betragtet som ikke at have nogen historisk rigtighed. Når begivenheder kan bekræftes af samtidige historikere, f.eks. Julius Cæsars invasion af Britannien, så er Geoffreys beretning meget upræcis. Den er dog stadig en vigtig del af middelalderlitteraturen, da den indholder nogle af de tidligst kendte version af historien om Kong Lear og hans tre døtre, og den hjalp med at udbrede og popularisere legenden om kong Arthur.